# آلبانیای قفقاز

نواحی جغرافیایی منطقه قفقاز در ۲۹۰ پیش از میلاد. در کنار آلبانیای قفقاز، دیگر نواحی نام‌برده در نقشه عبارتند از: ایبریا، کولخیس، ارمنستان بزرگ، ارمنستان کوچک، آتورپاتکان، منطقه سرمت‌ها و ماساژت‌ها.

آلبانیای قفقاز (ایرانی: اران، ارمنی: الوانک) نام یک کشور باستانی در منطقه قفقاز بوده‌است. این کشور از شمال به کوهستان کرائونیان که در قفقاز کشیده شده، از شرق به دریای کاسپین و از جنوب به رودخانه ارس محدود بوده‌است. از غرب، مرزش ناپایدار بوده‌است. استرابون نوشته‌است: رودخانه کورا مرز غربی آلبانیای قفقاز بوده‌است و این مرز بارها از جانب آلبانیایی‌ها یا ارمنی‌ها مورد تاخت و تاز قرار گرفته‌است. در انتهای شرقی مرز قفقاز، گذرگاهی در کنار ساحل دریای کاسپین بازمی‌گردد. که به دروازه‌های آلبانیا و دروازه‌های کاسپین توسط باستانیان، پهک چورای یا ایوری پهک توسط ارمنی‌ها نامیده می‌شود.زبان های رایج آلبانیایی قفقاز، زبان های قفقازی بودند، مانند زبان اودی که یکی از زبان های لزگی هست.

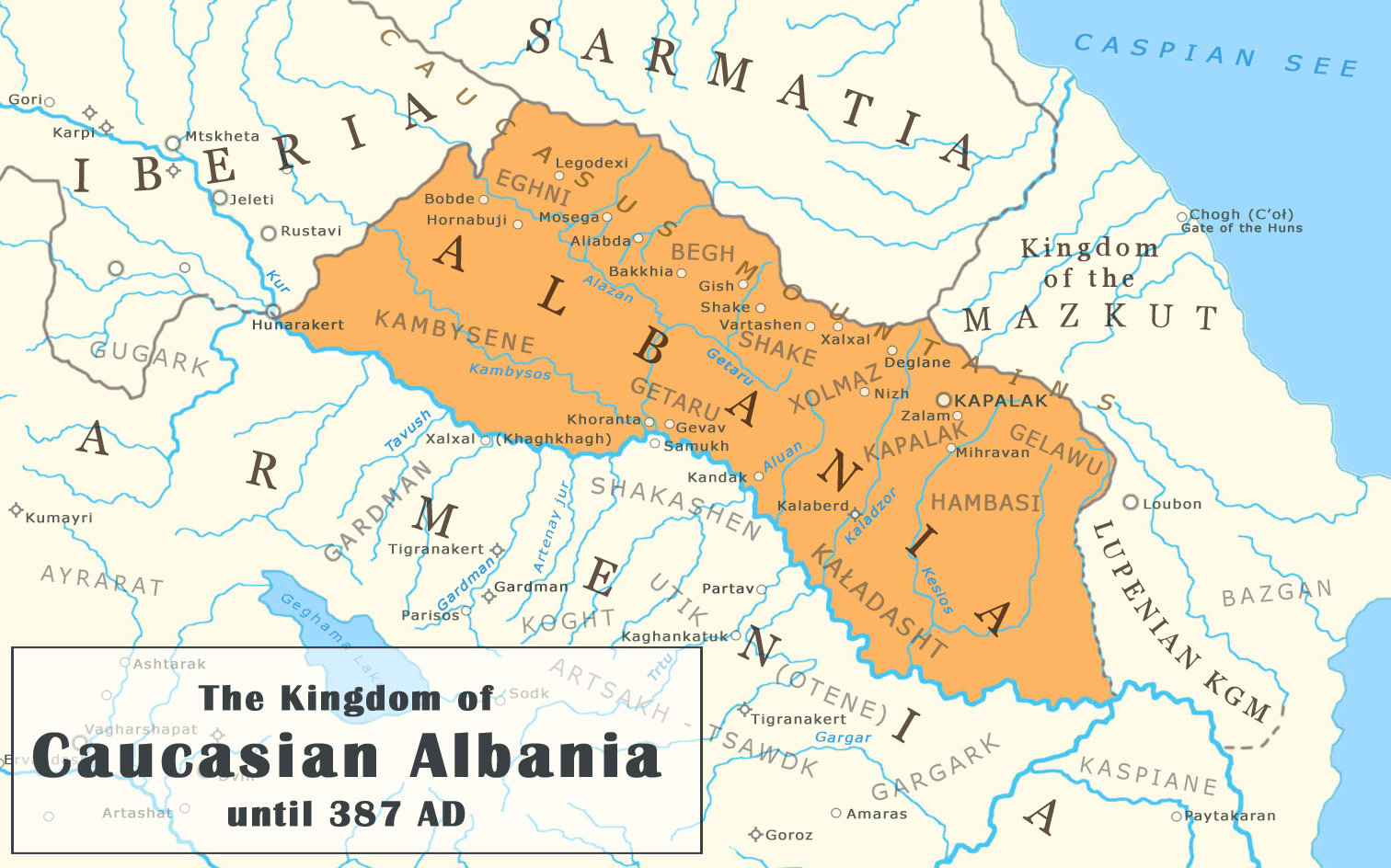
آلبانیای قفقاز در سال ۳۸۷ میلادی در همسایگی با کشور ارمنستان

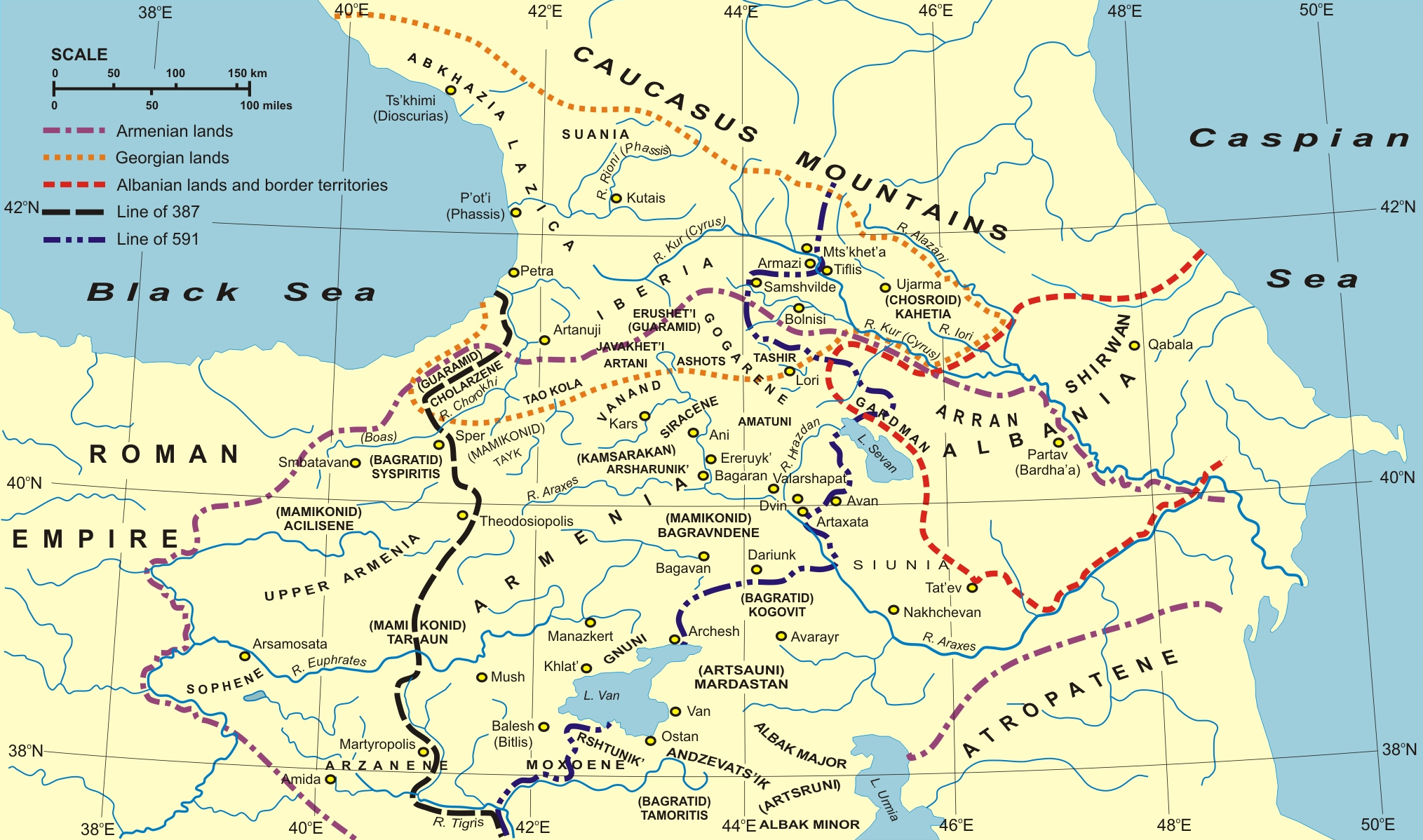
نقشه قفقاز و مناطق مرزهای آلبانیای قفقاز در ۳۸۷–۷۰۶ (خط چین قرمز)

آلبانیا در زبان ارمنی باستان Աղուանք و به ارمنی امروزی Աղվանք (آقوانک) و به سایر زبان‌های قفقازی «آلبانیا» به منطقه‌ای فراتر از کل جمهوری آذربایجان امروزی گفته می‌شد. پادشاهی آلبانیا از چهار قرن پیش از میلاد تا نیمه اول قرن نهم میلادی برقرار بوده‌است. در سال ۳۳۱ پیش از میلاد از آلبانیای قفقاز به عنوان یکی از ساتراپی‌های هخامنشیان یاد شده‌است. از آن دوران نام هیچ شهری از این منطقه در جایی یاد نشده‌است. پایتخت آلبانیا در کنار دریای کاسپین قرار داشته‌است. در سال ۳۸۷ میلادی که ساسانیان و رومی‌ها ارمنستان را بین خود تقسیم کردند، آلبانیای قفقاز تابع مطلق ایران شد. ساسانیان در سال ۵۱۰ میلادی آخرین حاکم بومی را برکنار کرده و اداره منطقه را به کل به‌دست گرفتند.

## نام
دلیل نام‌گذاری این دولت به نام آلبانی این بوده‌است که در زبان لاتین، مناطق کوهستانی را آلبانیا می‌نامیدند (به همین دلیل کشور آلبانی کنونی به همین نام نامیده می‌شود). هم‌اکنون نیز مناطق شمالی آلبانیا را داغستان می‌نامند که از واژهٔ تُرکی داغ به معنای کوه و پسوند ایرانی ستان تشکیل شده‌است.

## گستره جغرافیایی
آلبانیا از شمال به کوه‌های سراونیان، امتداد رشته‌کوه قفقاز، از شرق به دریای خزر و از جنوب به مسیر پایین رود ارس محدود می‌شد. مرزهای غربی آن ناپایدار بودند: مرز در امتداد رود کورا (کُر)، که توسط استرابون تأیید شده بود، بارها مورد تجاوز قرار می‌گرفت، گاه به نفع آلبانیایی‌ها و گاه به نفع ارامنه. در انتهای شرقی رشته‌کوه قفقاز، تنگه‌ای در امتداد ساحل خزر باز می‌شود. این گذرگاه دربند است که توسط باستانیان دروازه‌های آلبانی و دروازه‌های خزر، و توسط ارامنه پاهک چورای یا ایروی پاهک نامیده می‌شد.

### شهرهای مهم
شهرهای مهم آلبانیای قفقاز عبارت بوده‌اند از: کابالکا (شهرستان قبله کنونی)، پرتو (شهرستان بردع کنونی)، پایتاکران (شهرستان بیلقان کنونی)، سماخیا (شماخی کنونی)، شکی، آماراس، هوناراکرت و کیش (قیس).

### شهرها و قلعه‌های ساسانی
پارتو، یک شهر ارمنی سابق واقع در ترتر در استان اوتی، احتمالاً در پایان قرن چهارم به عنوان پایتخت آلبانی تعیین شد. در زمان سلطنت پادشاه واچه، پارتو توسط پیروز با نام پیروزآباد بازسازی شد. بعداً این شهر توسط قباد مستحکم شد، که قرار بود آن را پیروزقباد (قباد پیروزمند) بنامد. پارتو همزمان یک دژ قدرتمند و یک مرکز مرفه برای تجارت و صنایع دستی بود. شهر دیگری که قبلاً ارمنی بود، خالخال، که در اوتی نیز واقع شده بود، اما نزدیک به مرز ایبریا، پس از اینکه محل اقامت پادشاهان ارمنی بود، به اقامتگاه زمستانی پادشاهان آلبانی تبدیل شد. همچنین در اوتی دیواتاکان، "شهر بازار سلطنتی" وجود داشت که بارها توسط موسی کالانکاتواسی ذکر شده است. آغوان (پهلوی: آلوآن) اقامتگاه تابستانی سلطنتی بود. شهر بازار تیگراناکرت در کانتون گاردمن احتمالاً توسط تیگران بزرگ (قرن اول پیش از میلاد) تأسیس شده بود. کبالا (ارمنی: کاپاغاک)، پایتخت سابق، اهمیت سیاسی خاصی را حفظ کرد و در قرن پنجم، مقر یک اسقف شد. کاوش‌ها در این مکان (چوخور-کابالا) یک قلعه و دیوارهای محصور کننده را آشکار کرده است که احتمالاً مربوط به قرن‌های پنجم و ششم است. شماخی همچنان شکوفا بود. یک ظرف نقره‌ای طلاکاری شده که در سال ۱۹۶۸ در قبری در آنجا پیدا شد و یک مقام ایرانی (مرزبان؟) را در صحنه شکار نشان می‌دهد (اواسط قرن چهارم؟)، به حکومت ساسانی اشاره دارد.
در امتداد ساحل خزر، ساسانیان استحکامات دفاعی قدرتمندی ساختند که فضای بین کوه و دریا را محصور می‌کرد و اساساً برای جلوگیری از مهاجمان از شمال طراحی شده بود. اولاً، در شمال شبه جزیره آبشوران، دو دیوار موازی بارماک به ارتفاع ۲۲۰ متری بالا می‌روند. اینها از جغرافیای ارمنی شبه موسی. در ادامه دیوارهای شروان (یا شبران) قرار دارند که به طول ۳۰ کیلومتری خود قابل توجه هستند. در شمال سامور، خط سوم از کارهای دفاعی می‌تواند دیواری باشد که در جغرافیای ارمنی (صفحه ۳۱) به عنوان آفزوت-قباد از آن یاد شده و بنابراین توسط قباد ساخته شده است. مشهورترین این استحکامات، استحکامات دربند است که گذرگاه چور (۲-۳ کیلومتر بین کوه و دریا) را مسدود می‌کرد. سهم ساسانیان در دفاع از این گذرگاه (که در منابع کلاسیک از قرن اول پس از میلاد ذکر شده است) منطقه قابل توجهی را پوشش می‌داد. موسی کالانکاتواسی از "دیوارهای باشکوهی که با هزینه زیاد توسط پادشاهان ایران ساخته شده است" صحبت می‌کند. یزدگرد دوم ساخت دیوار عظیمی از آجر نپخته مخلوط با کاه را بر عهده گرفت که از دریا تا دامنه‌های دربند امتداد داشت. خسرو دوم انوشیروان - و شاید پدرش قباد اول قبل از او - خود را برای تقویت آثار موجود با یک دیوار محکم از سنگ مجهز به دروازه‌های آهنی آماده کرد. بیست کتیبه مربوط به سال ۷۰۰ در دیوار شمالی یافت شده است. اگر این تاریخ مربوط به دوره سلوکی باشد، باید با سال ۳۸۶ پس از میلاد مطابقت داشته باشد ؛ اما تاریخ‌های دیگر و بعدی نیز وجود دارد.

## آلبانی در دوران باستان
لبانیایی‌ها برای اولین بار در نبرد گوگمل (۳۳۱ پیش از میلاد)، به عنوان بخشی از گروهی متشکل از مادها، کادوسی‌ها و سکاها، تحت فرماندهی آتروپاتس، ساتراپ ماد، ذکر شده‌اند و سپس در گارد همراه داریوش سوم. این واقعیت که آلبانیایی‌ها تحت رهبری ساتراپ ماد بودند، به نظر می‌رسد نشان می‌دهد که این مردم، مانند کادوسی‌ها و سکاها، در ساتراپی او ادغام شده بودند. طبق یک فرضیه کاملاً منطقی، آلبانیایی‌ها از قبل به امپراتوری ماد تعلق داشتند. در طول چند دهه اخیر، کاوش‌ها چندین نشانه از نفوذ هخامنشی را آشکار کرده‌است، از جمله پایه‌های ستون با طرح‌های نخل و مُهرهای استوانه‌ای.
اگرچه اسکندر هرگز تا قفقاز نفوذ نکرد، آلبانیایی‌ها باید در امپراتوری مقدونی گنجانده شده باشند، زیرا آنها به ساتراپی ماد تعلق داشتند. در تقسیم ۳۲۱ پیش از میلاد، پس از مرگ اسکندر، قلمرو تحت حکومت آتروپاتس به بخشی از ماد در شمال غربی، که بعدها به عنوان ماد آتروپاتن یا آتروپاتن شناخته شد، کاهش یافت. بین سال‌های ۲۸۶ و ۲۸۱ پیش از میلاد، مقدونی پاتروکلِس، ژنرال و دریاسالار سلوکوس اول و آنتیوخوس اول، سفری دریایی به دور دریای خزر را آغاز کرد، که به نظر می‌رسد از سواحل آلبانی و کادوسی آغاز شده باشد. احتمالاً اولین باری بود که آلبانیایی‌ها با دنیای غرب تماس پیدا کردند.
قبایل آلبانی، که هر کدام رئیس خود را داشتند، به زبان‌های متعددی صحبت می‌کردند. در دوره هلنیستی، آنها با سایر قبایل همسایه متحد شدند تا یک دولت متحد تحت یک حاکم واحد تشکیل دهند. تصور می‌شود که این اتحاد در اواخر قرن دوم پیش از میلاد، به دلیل جنگ‌های بین مهرداد دوم اشکانی و آرتاوازد اول، پادشاه ارمنستان، صورت گرفته باشد. دلایلی وجود دارد که باور کنیم اتحاد آلبانیایی‌ها یک روند کند بود که به تنوع زبان‌ها اجازه می‌داد برای مدت طولانی ادامه یابد.
در ۶۵ پیش از میلاد، ژنرال رومی پومپه، که به تازگی ارمنستان و ایبریا را تسخیر کرده و کولخیس را فتح کرده بود، در راس ارتش خود وارد آلبانی شد. او با عبور از استان خشک کامبیسن (کامبیچان) - که اخیراً توسط آلبانیایی‌ها از ارامنه گرفته شده بود - به سمت دریای خزر حرکت کرد. او در هنگام عبور از رودخانه آلازان، با نیروهای اوروئزس، پادشاه آلبانی، درگیر شد و در نهایت آنها را شکست داد. تئوفانس میتیلنی، که پومپه را همراهی می‌کرد، قرار بود گزارشی از آنچه در طول آن لشکرکشی مشاهده و شنیده بود بنویسد. شهادت تئوفانس اساس بحث استرابون در مورد آلبانی و آلبانیایی‌ها را تشکیل داد. او آلبانیایی‌ها را به عنوان چوپانان نیمه‌کوچ‌نشین توصیف کرد که شکارچیان مشتاقی بودند، چیز زیادی در مورد کشاورزی نمی‌دانستند، از پول استفاده نمی‌کردند و تجارت را با مبادله کالا انجام می‌دادند. اگرچه آنها تحت سلطه یک پادشاه بودند، به بیست و شش زبان یا گویش صحبت می‌کردند. آنها چندان جنگجو نبودند، اما قادر به اعزام تا ۶۰۰۰۰ سرباز پیاده و ۲۲۰۰۰ سوار بودند. سواره نظام آنها زره آهنی داشت، ویژگی‌ای که احتمالاً از مادهای آتروپاتن گرفته بودند.
به نظر می‌رسد استرابون هیچ اطلاعی از زندگی شهری در آلبانی‌ای که توصیف می‌کند، ندارد. تا قرن اول پس از میلاد، پلینی به کبالا (= کابالا)، پایتخت آلبانی، اشاره نمی‌کند. با این وجود، اکتشافات باستان‌شناسی اخیر ثابت کرده‌است که در زمان لشکرکشی پومپه، شهرها از قبل در آلبانی وجود داشته‌اند یا در حال توسعه بوده‌اند. کاوش‌های انجام شده در چوخور-کابالا، محل کابالای سابق، اشیایی را نشان داده‌است که نشان می‌دهد روابطی با دنیای هلنیستی وجود داشته‌است. گنجینه‌ای از سکه‌ها که از قرن دوم پیش از میلاد تا قرن اول پس از میلاد قدمت دارند نیز در آنجا یافت شده. بقایای شهر دیگری، شماخی، شماخیای بطلمیوس، در نزدیکی خینسلای مدرن یافت می‌شود. مطالعه بقایای باستان‌شناسی شهرهای باستانی آلبانی، به ویژه کابالا، مشاهده ویژگی‌هایی را ممکن ساخته‌است که در شهرسازی و معماری اشکانیان نیز دیده می‌شود، مانند استفاده از آجرهای نپخته از همان نوع، پایه‌های چوبی ستون‌ها و ساختمان‌های بسیار طولانی. سکه‌ها وجود مقدار مشخصی از رفت و آمد تجاری با پارت را تأیید می‌کنند. یک بزرگراه تجاری مهم، آلبانی شرقی را از طریق ارس و کورا به اکباتان متصل می‌کرد، جاده‌ای که توسط آئلیان به آن اشاره شده‌است. در غیر این صورت، به نظر نمی‌رسد استفاده از پول بر سیستم مبادله قبایل بدوی تأثیری گذاشته باشد.
مانند ایبریایی‌ها، آلبانیایی‌ها در شورش علیه روم کند نبودند. در سال ۳۶ پس از میلاد، آنتونی مجبور شد یکی از معاونان خود را بفرستد تا به شورش آنها پایان دهد. زوبر، که در آن زمان پادشاه آلبانی بود، تسلیم شد و بنابراین آلبانی، حداقل به نام، تحت‌الحمایه روم شد. پادشاه آلبانی در فهرست سلسله‌هایی ظاهر می‌شود که سفیران آنها توسط آگوستوس پذیرفته می‌شدند. در سال ۳۵ پس از میلاد، پادشاه فاراسمانس ایبریا و برادرش مهرداد، با حمایت روم، در ارمنستان با اشکانیان روبرو شدند. آلبانیایی‌ها متحدان مؤثری بودند و به شکست و اخراج موقت اشکانیان کمک کردند. وسپاسیان مصمم بود اقتدار روم را در قفقاز تا دریای خزر بازگرداند. حضور یک واحد از لژیون دوازدهم فولمیناتا در فاصله چند کیلومتری از سواحل آن دریا (۶۹ کیلومتری جنوب باکو) توسط کتیبه‌ای که بین سال‌های ۸۳ تا ۹۳ پس از میلاد در زمان سلطنت دومیتیان نوشته شده، تأیید شده‌است. علی‌رغم رشد نفوذ روم، آلبانی هرگز از تماس تجاری و احتمالاً فرهنگی نزدیک با پارت دست برنداشت. گنجینه‌ای که در علی بهرامی کشف شد، تصویر خوبی از تداوم این رابطه ارائه می‌دهد. سکه‌های نقره پادشاه اشکانی گودرز دوم (حدود ۴۰-۵۱ پس از میلاد) به طور گسترده در سراسر آلبانی توزیع شده بود.

دوره ساسانی. حدود سال‌های ۲۵۲-۲۵۳ پس از میلاد، شاپور اول خود را فرمانروای ارمنستان بزرگ کرد و آن را به یک استان ساسانی تبدیل نمود. ایبریا و آلبانی نیز به زودی فتح و ضمیمه شدند. آلبانی در میان استان‌های ساسانی ذکر شده در کتیبه سه زبانه شاپور اول در نقش رستم ظاهر می‌شود. فراز و نشیب‌های سیاست ساسانی در زمان نرسه تأثیری بر وضعیت سیاسی آلبانی نداشت. اگرچه پیمان نصیبین احیای تحت‌الحمایگی روم بر ایبریا را مقرر می‌کرد، آلبانی به عنوان بخشی جدایی‌ناپذیر از امپراتوری ساسانی باقی ماند.
در اوایل قرن چهارم، در تاریخی که هنوز مورد بحث است، تیرداد سوم، پادشاه اشکانی ارمنستان، پس از گرویدن توسط سنت گریگور، رسماً مسیحیت را پذیرفت. به گفته موسی کالانکاتواسی، اورنایر، پادشاه آلبانی، به زودی با مقامات خود به ارمنستان آمد تا توسط سنت گریگور غسل تعمید داده شود. مسیحیت فقط به تدریج در آلبانی گسترش یافت. گریگوریس، نوه سنت گریگور، که به عنوان اسقف ایبریا و آلبانی تقدیس شده بود، به آلبانی آمد، کلیسایی ساخت و کشیش‌هایی را در شهر-قلعه تری (یا تسری) مستقر کرد، اما ساکنان، کشیش‌ها را کشتند و با کمک پادشاه ایران علیه پادشاه آلبانی شورش کردند. شهر توسط ایرانیان آرجساچیک تصرف شد.
در سال ۳۵۹ پس از میلاد، شاپور دوم در لشکرکشی خود به آمیدا به پادشاه آلبانی پیوست. آلبانیایی‌ها در شمال شهر مستقر شدند. پادشاه اورنایر آلبانی (همان یا جانشین او) همچنان متحد فرمانروای ساسانی بود، زمانی که دومی در سال ۳۷۲ به ارمنستان حمله کرد. نبرد در نزدیکی باگاوان در آرسانیاس رخ داد، اما اورنایر توسط ژنرال ارمنی موشل مامیکونیان زخمی شد، که به او اجازه فرار داد. اورنایر پس از بازگشت به آلبانی، مخفیانه به موشل اطلاع داد که شاپور در حال آماده شدن برای حمله به او است. وفاداری کم و بیش منفعت‌طلبانه آلبانیایی‌ها توضیح می‌دهد که چرا ساسانیان به آنها کمک کردند تا استان‌ها (یا مناطق) اوتی (با شهرهای خالخال و پارتو)، شاکاشن، کولت، گاردمن و آرتساخ را از ارامنه بگیرند. این سرزمین‌ها قرار بود در تصرف آلبانی باقی بمانند؛ فتح مجدد توسط موشل بعید بود.
در زمان یزدگرد دوم (۴۳۸-۵۷)، فرمانی سلطنتی که از مسیحیان امپراتوری می‌خواست مزداپرستی را بپذیرند، از جمله به ارامنه، ایبریایی‌ها و آلبانیایی‌ها ابلاغ شد. آلبانیایی‌ها از ارامنه که پس از اعلام اقدامات ممنوعیت‌آمیز شورش کرده بودند، کمک خواستند. در نبردی در نزدیکی شهر خالخال، در اوتی، ایرانیان شکست خوردند و گریختند. سپس ارامنه حمله‌ای را به شهرها و قلعه‌های اشغال شده توسط ایرانیان در آلبانی آغاز کردند و «گذرگاه هون‌ها» (پاهک هوناکʿ) را تصرف کردند، که باید تنگه چور بوده باشد. با این وجود، مزداپرستی به پیشرفت خود در آلبانی ادامه داد. پادشاه واچه، پسر آرسواخن و نوه مادری یزدگرد دوم، به دین رسمی گروید.
اما واچه به سرعت به مسیحیت بازگشت. پس از به سلطنت رسیدن پیروز در سال ۴۵۹، او گذرگاه چور (دربند) را به ماساگت‌ها باز کرد و با حمایت آنها به ارتش ایران حمله کرد. پیروز با عبور دادن هون‌ها از گذرگاه داریال پاسخ داد و آلبانی ویران شد. پس از یک دوره مذاکره، دو پادشاه سرانجام به توافق رسیدند: واچه در ازای تحویل مادرش (خواهر پیروز) و دختر خودش، که هر دو مسیحی بودند، ۱۰۰۰ خانوار (خانواده) را که قبلاً توسط پدرش به عنوان سهم ارث به او داده شده بود، از ساسانیان گرفت. سپس او از دنیا کناره‌گیری کرد.
پس از مرگ واچه، آلبانی به مدت سی سال بدون پادشاه باقی ماند. این ساسانی بلاش (حکومت ۴۸۴-۸۸) بود که تصمیم گرفت سلطنت آلبانی را در شخص واچاگان، پسر یزدگرد و برادر پادشاه قبلی واچه، دوباره برقرار کند. طبق این روایت، واچاگان بارپاش (متقی) باید از خاندان سلطنتی ایران بوده باشد. او غیرت زیادی نسبت به مسیحیت نشان داد و به اشرافی که مرتد شده بودند دستور داد به دین مسیحی بازگردند و نه تنها با مغانیسم بلکه با اعمال بت‌پرستی، بت‌پرستی و جادوگری (به ویژه علیه فرقه متناهاتکʿ یا «انگشت‌بران») جنگید. او ابتکار عمل را در برگزاری یک شورای کلیسا در آغوان (بین ۴۸۴ و ۴۸۸) به دست گرفت. قوانین آن توسط مقامات عالی رتبه کشوری و تعدادی از اشراف تأیید شد.
این احتمال وجود دارد که پس از از بین رفتن سلطنت، سلسله‌های خاصی ممکن است اقتدار خود را به صورت منطقه‌ای تثبیت کرده و به رسمیت شناختن خود توسط دولت ساسانی را تضمین کرده باشند. این می‌توانست موقعیت خانواده میهرکان باشد که ادعا می‌کردند از نژاد ساسانی هستند.
حدود سال ۵۷۵، پس از حمله دو ژنرال بیزانسی به آلبانی، هیئتی از آلبانیایی‌ها خود را در قسطنطنیه به امپراتور ژوستینین دوم معرفی کردند تا درخواست کنند که کشورشان دوباره به امپراتوری ملحق شود. با این حال، ژوستینین به آنها توصیه کرد که تحت سلطه ساسانیان باقی بمانند. از روایت موسی کالانکاتواسی چنین برمی‌آید که در آغاز قرن هفتم، شورشی از سوی اشراف آلبانیایی علیه خسرو دوم رخ داده است. ظاهراً شورشیان به مدت بیست و پنج سال در دربار ساسانی نگهداری می‌شدند. کاتولیکوس ویروی، که یکی از آنها بود، از این دوره طولانی بازداشت برای کسب دانش کامل از زبان پهلوی استفاده کرد. او توسط قباد دوم آزاد شد.
هراکلیوس که در سال ۶۲۴ از آذربایجان وارد شده بود، تصمیم گرفت زمستان را در آلبانی بگذراند. به دستور خسرو، اشراف آلبانیایی مجبور شدند پارتو را ترک کنند تا خود را در مواضع مستحکم مستقر کنند. هراکلیوس اردوگاه خود را در استان اوتی برپا کرد و ژنرال‌های ایرانی شهرواراز و شاهین، یکی روبروی او و دیگری در پشت سر او موضع گرفتند. در نبردی که به دنبال آن رخ داد، هراکلیوس برتری یافت. در سال ۶۲۶، خزرها که به تازگی با هراکلیوس پیمان بسته بودند، تهدید به حمله به آلبانی کردند. خسرو، حاکمی به نام گایشاک را با مسئولیت مستحکم کردن شهر به پارتو فرستاد. گایشاک با همکاری کامل اشراف و مردم شهر عمل کرد. با این حال، خزرها از گذرگاه دربند عبور کردند و گایشاک به ایران گریخت. در سال ۶۲۸، حمله جدیدی توسط خزرها صورت گرفت. مرزبان سما وشتناس (گشنسپ؟) از پاسخ به احضار رهبر خود، شات، خودداری کرد. کاتولیکوس ویروی خود را در اردوگاه خزرها که در اوتی برپا شده بود، حاضر کرد و با شات به توافق رسید، که مانع از آن نشد که دومی خود را ارباب آلبانی و چور اعلام کند. در سال بعد، رهبر خزرها مالیاتی را بر ماهیگیران کورا و ارس و همچنین بر بازرگانان وضع کرد. این مالیات "مطابق با نقشه‌برداری سرزمین پادشاهی ایران" تعیین شده بود و به صورت سکه نقره پرداخت می‌شد. تقریباً در همان زمان، از واراز گریگور، یکی از اعضای خانواده میهرکان، که توسط کاتولیکوس ویروی "شاهزاده آلبانی" تقدیس شده بود، یاد می‌شود. او قرار بود پسرش خوانشیر را که اعمالش موضوع افسانه و حماسه است، برای نمایندگی خود در تیسفون در دربار یزدگرد سوم بفرستد.

## آلبانیا پس از اسلام
در اواسط قرن هفتم، در زمان خلافت عثمان، اعراب به سرزمین آلبانی و قفقاز شرقی حمله کردند و پایثاکاران (بیلقان)، پارتو (بردعه)، شاکاشن، کبالا (کاپاغاک)، شروان، شاپوران (شابران) و چور (دربند) را تصرف کردند. آران قرار بود تحت یک فرماندار واحد با ارمنستان متحد شود.
سازمان داخلی. پادشاه آلبانی یکی از مهمترین دست‌نشاندگان شاهنشاه بود، اما فقط ظاهری از اقتدار را اعمال می‌کرد و در برابر مرزبانی که قدرت واقعی مدنی، مذهبی و نظامی را در دست داشت، پاسخگو بود. مرزبانان در پارتو، پایتخت، مستقر بودند، جایی که در قرن‌های پنجم و ششم سکه‌های نقره ضرب می‌کردند. به نظر می‌رسد که در زمان یزدگرد دوم نیز یک مرزبان چور (دربند) وجود داشته است. از کتیبه‌های دربند چنین برمی‌آید که در دوره ای خاص، اداره مالی آلبانی تحت صلاحیت آمارگار (مالیات‌گیر) یا آذربادگان بوده است.
دربار آلبانی باید از همان ابتدا بر اساس الگوی دربار ارمنستان، با افزودن وام‌های مستقیم از ایران اشکانی، سازماندهی مجدد شده باشد. در میان مقامات پادشاه واچاگان که از امضاکنندگان شورای آغوان بودند، می‌توان به هرماناتار (فرادار) و هزاراپت (هزارآباد) اشاره کرد که بر «رؤسای طایفه» (آزگاپتکʿ) و «اشراف» (آزاتکʿ) تقدم داشتند. اولین این مقامات معادل وزورگ فرادار ساسانیان، نوعی نخست وزیر بود. در مورد هزاراپت (که در زمان یزدگرد دوم نیز ذکر شده است)، دقیقاً مشخص نیست که امتیازات او در آلبانی چه بوده است. این احتمال وجود دارد که مانند ارمنستان ساسانی، او مستقیماً زیردست مرزبان بوده باشد.

## مردم‌شناسی
به نوشته استرابون اهالی آلبانیای قفقاز از طوایفی تشکیل شده بودند که به ۲۶ زبان مختلف قفقازی صحبت می‌کردند. برخی از این طوایف عبارت بوده‌اند از: اوتی ها، گارگارها، سوده‌ها (Sovde)، موغها (مغ)، ساکاسینها، ماردها، آریاکها، آناریاکها، قل‌ها (Qel) و لق‌ها.
به گزارش استرابون مورخ یونانی، اقوام گلائه و لگائه اقوامی سکایی‌تبار می‌باشند که در میان آمازون‌ها و آلبانیایی‌ها سکونت داشتند.
در دوره ساسانیان برخی از اقوام ایرانی توسط ساسانیان در این منطقه ساکن شدند. در قرن سوم و چهارم با ورود اقوام ترک‌زبان مانند هون‌ها، سوواری‌ها، خزرها، بارسیل‌ها و … از گذرگاه دربند، گوناگونی نژادی در سرزمین‌های آلبانیای قفقاز بیشتر شد.

## مذهب
استرابون جزئیات جالبی در مورد دین آلبانیایی‌ها ارائه می‌دهد که حول محور پرستش سه خدا متمرکز بود: خورشید، زئوس و ماه. اگرچه مرسوم است که این تثلیث را با سه خدای بزرگ مزداپرستی ایرانی و ارمنی - میترا، اهورامزدا و آناهیتا - مرتبط بدانیم، این تقریب دقیق نیست. بدون انکار این واقعیت که دین آلبانیایی تحت تأثیر نفوذ مزدایی از ارمنستان قرار گرفته بود، لازم است عوامل خارجی دیگر و وجود یک لایه زیرین بومی را در نظر داشته باشیم. زیارتگاه ماه، واقع در نزدیکی مرز ایبریا، دارای یک قلمرو مقدس وسیع بود که توسط کاهن اعظم اداره می‌شد، که دومین مقام در کل پادشاهی بود. بردگان معبد (هیرودول‌ها) مستعد خلسه رفتن و پیشگویی بودند. این ویژگی‌ها نه چندان مربوط به کیش آناهیتا، بلکه مربوط به اعمال رایج در زیارتگاه‌های خاص کاپادوکیه و پونتوس است که اختصاص یافته به خدایان قمری است . یک عنصر متمایز در کیش ماه در آلبانی، انجام قربانی انسانی بود که توسط استرابون توصیف شده است.
این احتمال وجود دارد که آیین ماه برای مدت طولانی حداقل به صورت محلی وجود داشته است. با این حال، سنت دوره ساسانی نشانه‌هایی از باورهای کاملاً متفاوت دیگر را نشان می‌دهد که آنقدر ریشه‌دار بودند که در اواخر قرن پنجم، پادشاه واچاگان سوم مجبور شد اقدامات جدی برای مقابله با آنها انجام دهد. فرقه "انگشت‌بران" وجود داشت که قبلاً توسط مرزبانان ممنوع شده بود، و فرقه مسموم‌کنندگان. در هر دو مورد، قربانی توسط خود دیو تعیین می‌شد. طبق یک باور دیگر، دیو کسانی را که از قربانی کردن برای شر خودداری می‌کردند، کور می‌کرد و غیره. بنابراین مجموعه‌ای از اعمال با ماهیت اساساً شیطانی وجود داشت که بسیار دور از اصول قانون مزدایی بود و تطبیق آن با آنچه از قدیمی‌ترین دین آلبانیایی‌ها شناخته شده دشوار است.